# David Kalokoh
David Kalokoh (Distrito de Kono, Sierra Leona, 21 de abril de 2005) es un futbolista neerlandés que juega de delantero en el Jong Ajax de la Eerste Divisie.

## Trayectoria
Nació en Sierra Leona, antes de trasladarse a Venlo, donde jugó en el VV Vos y pasó seis años en el VVV Venlo. A los 13 años se trasladó a Ámsterdam para entrenar con el Ajax de Ámsterdam. Firmó un contrato profesional de tres años con el Ajax cuando tenía 15 años, en marzo de 2021. En 2022 participó con el equipo juvenil del Ajax en la Liga Juvenil de la UEFA. Debutó en la Eerste Divisie el 28 de abril de 2023, en el campo de su antiguo club, el VVV Venlo.

## Estilo de juego
Se le ha descrito como un extremo zurdo.

## Vida personal
A los 17 años medía 1.86 m.

## Estadísticas

### Clubes
Actualizado al último partido disputado el 1 de noviembre de 2024.
| Club                     | Div.          | Temporada     | Liga  | Liga  | Liga   | Copas nacionales | Copas nacionales | Copas nacionales | Copas internacionales | Copas internacionales | Copas internacionales | Total | Total | Total  |
| Club                     | Div.          | Temporada     | Part. | Goles | Asist. | Part.            | Goles            | Asist.           | Part.                 | Goles                 | Asist.                | Part. | Goles | Asist. |
| ------------------------ | ------------- | ------------- | ----- | ----- | ------ | ---------------- | ---------------- | ---------------- | --------------------- | --------------------- | --------------------- | ----- | ----- | ------ |
| Jong Ajax · Países Bajos | 2.ª           | 2022-23       | 2     | 0     | 0      | —                | —                | —                | —                     | —                     | —                     | 2     | 0     | 0      |
| Jong Ajax · Países Bajos | 2.ª           | 2023-24       | 31    | 3     | 1      | —                | —                | —                | —                     | —                     | —                     | 31    | 3     | 1      |
| Jong Ajax · Países Bajos | 2.ª           | 2024-25       | 7     | 0     | 0      | —                | —                | —                | —                     | —                     | —                     | 7     | 0     | 0      |
| Jong Ajax · Países Bajos | Total club    | Total club    | 40    | 3     | 1      | 0                | 0                | 0                | 0                     | 0                     | 0                     | 40    | 3     | 1      |
| Total carrera            | Total carrera | Total carrera | 40    | 3     | 1      | 0                | 0                | 0                | 0                     | 0                     | 0                     | 40    | 3     | 1      |